# Worblental

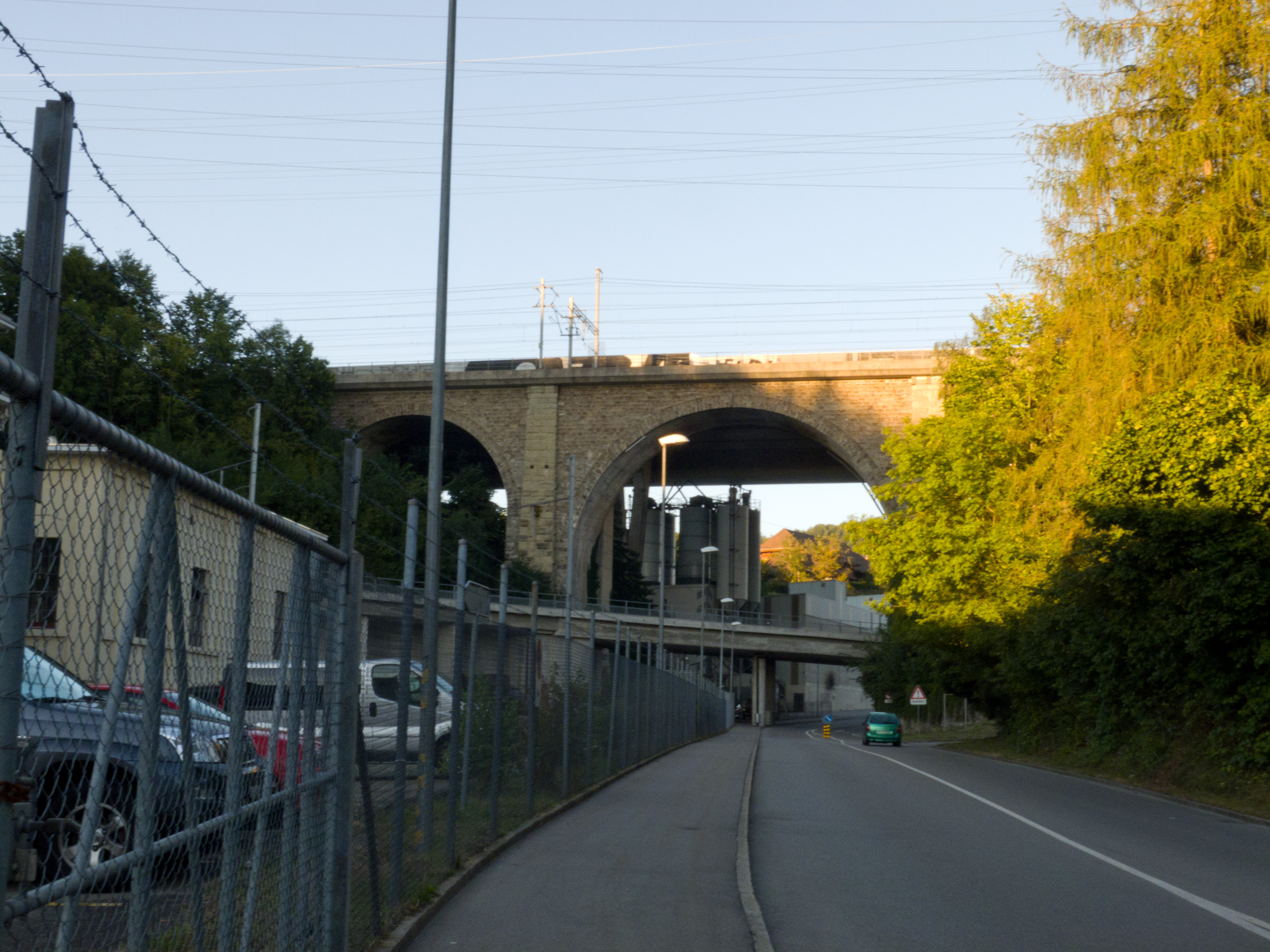
SBB- und Autobahnviadukt bei Worblaufen

Das Worblental oder auch Worbletal ist ein Tal im Kanton Bern in der Schweiz.

## Geografie
Das Tal ist nach dem Bach Worble benannt. Ortschaften im Worblental sind: Richigen, Worb, Vechigen, Boll-Sinneringen, Stettlen, Deisswil, Bolligen und Ittigen. Das Worblen- und Aaretal sind durch den Dentenberg getrennt. Nördlich wird das Worblental vom Worbberg und Bantiger flankiert. Die Wasserscheide zwischen dem Hürnberg und dem Änggist bei Schlosswil trennt das Worblental vom Biglental und dem Kiesental, dem Beginn des Emmentals.
Unterhalb von Schlosswil befindet sich die Quelle des Richigenbachs und bei Trimstein entspringt der Bächu, beide Gewässer vereinigen sich mit dem von Biglen herkommenden Enggisteinbach und dem Lindentalbach unterhalb von Worb.

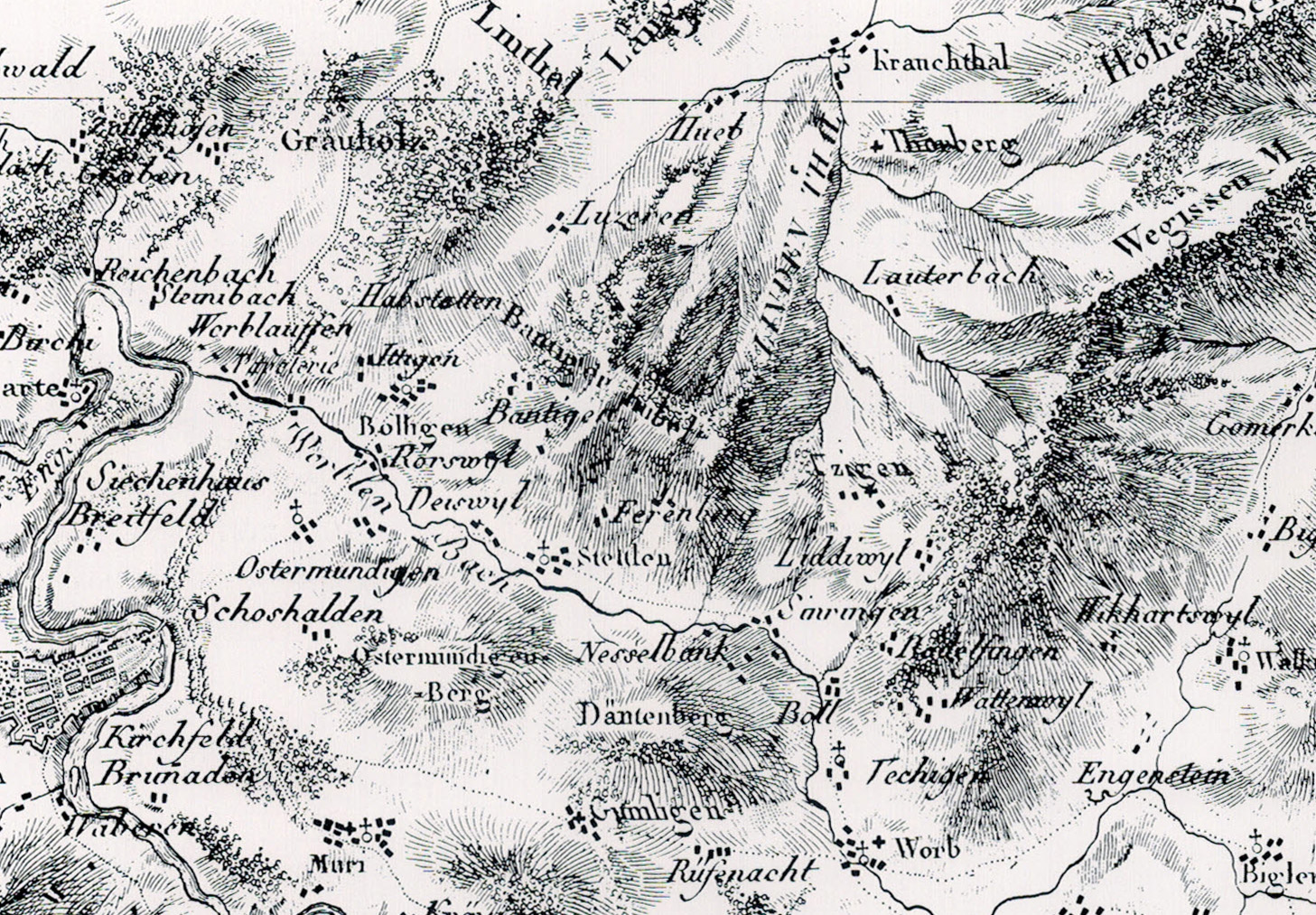
Worblenbach aus "Karte der Schweiz" von 1786 bis 1802
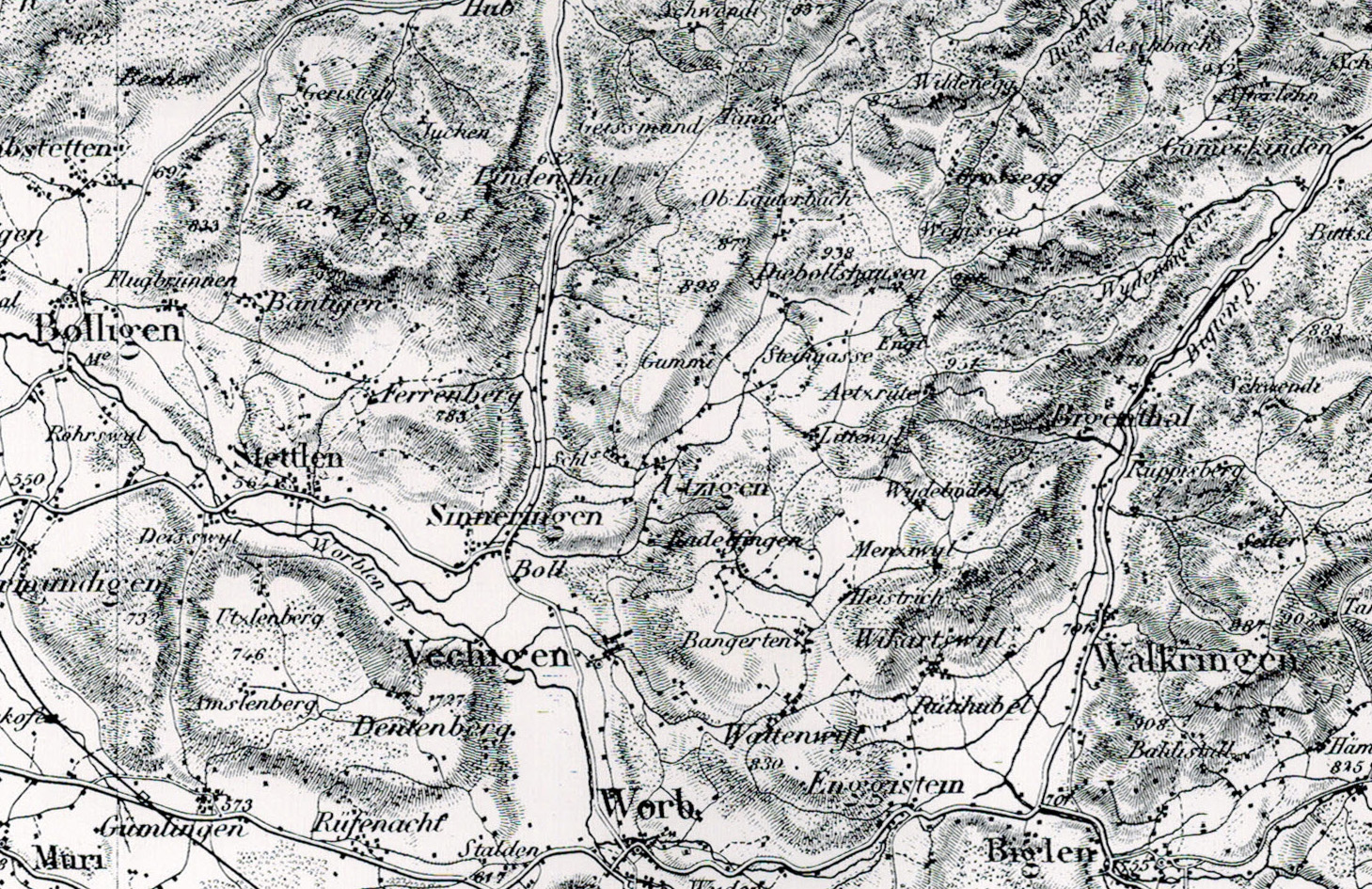
Worblenbach auf Schweizerkarte von 1838 bis 1864

## Geologie
Die auffälligen Hügel am Südfuss des Bantigers zwischen Bolligen und Stettlen sind vermutlich Mittelmoränenreste des eiszeitlichen Rhone- und Aaregletschers, die hier zusammentrafen und ausliefen.

## Wirtschaft
Während im Tal seit jeher diverse Gewerbebetriebe die Wasserkraft nutzten, ist die Landwirtschaft im unteren Teil vor allem auf die höher gelegenen Gebiete beschränkt. Die sonnseitigen Hänge sind fast völlig mit Wohnhäusern überbaut.

## Erschliessung
Der schmale Talausgang zwischen Eyfeld und Altikofen bei Worblaufen wird von mehreren Verkehrswegen überbrückt. Auf engstem Raum überqueren die Autobahn A1, ein Fuss- und Veloweg und die SBB-Linie Bern-Zürich, sowie auf halber Höhe noch die RBS-Linie die Kantonsstrasse.
Das Tal ist durch die Bahnstrecke Worb Dorf–Worblaufen erschlossen.
Das Abwasser der Gemeinden sowie der Industrie- und Gewerbebetriebe wird in der ARA Worblental in Worblaufen behandelt.